# Молдова (урочище)
Молдо́ва — заповідне урочище місцевого значення в Україні. Розташоване на території Доманівського району Миколаївської області, у межах Козубівської сільської ради.
Площа — 103 га. Статус надано згідно з рішенням Миколаївської обласної ради № 448 від 23.10.1984 року задля збереження ділянок зростання рослин, що зникають.
Заказник перебуває на південний захід від села Козубівка.
Територія заповідного об'єкта слугує для збереження та охорони посадки дуба звичайного, кленів гостролистого і польового.